# Icononzo
Icononzo è un comune della Colombia facente parte del dipartimento di Tolima.
L'abitato venne fondato da un gruppo di coloni nel 1875, mentre l'istituzione del comune è del 1915.